# Task Force K-Bar
 Der er for få eller ingen kildehenvisninger i denne artikel, hvilket er et problem. Du kan hjælpe ved at angive troværdige kilder til de påstande, som fremføres i artiklen.

Task Force K-Bar var en amerikansk ledet kommandostyrke (Joint Special Operation Task Force) som udover USA bestod af styrker på udlån fra seks lande. Task Force K-Bar var den første større indsættelse af landstyrker (Operation Anaconda) i Afghanistan efter den USA-ledede invasion. Task Force K-Bar opererede fra oktober 2001 til april 2002. 
Styrken var opkaldt efter de amerikanske SEAL-soldaters kampkniv Ka-Bar.

## Grundlæggende
Styrken opererede fra flyvebasen Oman's Masirah Air Base i det sydøstlige Afghanistan. Styrken var under kommando af den daværende kommandør Robert Harward fra US Navy Seals. 
I alt blev 42 rekognoscering- og overvågningsmissioner fuldført, samt et antal kampmissioner der ikke blev rapporteret. Disse offensive missioner resulterede i 107 afghanske tilfangetagelser og mindst 115 døde talibanere og al-Qaeda-krigere. 

## Udmærkelser
I december 2004 blev der afholdt en privat ceremoni for de deltagende enheder i Task Force K-Bar, hvor hver enhed fik den amerikanske hædersbevisning - Presidential Unit Citation tildelt af den daværende amerikanske præsident George Bush for deres arbejde i Afghanistan.

## Medlemslande
I alt deltog syv lande (inklusiv USA). Fra de syv lande var der 14 enheder og en forbindelsesofficer tilknyttet Task Force K-Bar. 

### Lande og enheder

#### Australien
Kommandostyrken havde fornemt selskab af de to lillebrødre til den britiske mastodont SAS.
- SASR

Operatører: 95 mand, 1 dræbt

#### Canada
Efter styrkens ophør udtalte kommandør Robert Harward sig rosende over det canadiske bidrag, Joint Task Force 2 med udtalelser om at enheden havde været hans foretrukne førstevalg når der skulle uddelegeres kamp/offensive missioner.
- Joint Task Force 2

Operatører: 40 mand

#### Danmark
Også Danmark var med i det fine selskab. Det er uvist, hvilke operationer danskerne har været med på udover den famøse Operation Anaconda. 
- Frømandskorpset
- Jægerkorpset

Operatører: 102 mand fordelt mellem de to korps

#### New Zealand
Ligesom storebroren Australien, så stillede New Zealand også deres bud på Special Air Service til rådighed.
- NZ SAS

Operatører: 40 mand

#### Norge
Ikke kun Danmark var repræsenteret operativt fra Skandinavien. Ligesom Danmark stillede Norge også deres specialstyrker fra Hæren og Sjøforsvaret til rådighed. 
- Forsvarets spesialkommando (FSK)
- Marinejegerkommandoen (MJK)

Operatører: 78 mand FSK: 50 og MJK: 28

#### Tyrkiet
Tyrkiets bidrag, var knap så stort som de andre landes.
- Maroon Berets

Operatører: 1 forbindelsesofficer 

#### Tyskland
Til sidst, men absolut ikke mindst havde Task Force K-Bar også de tyske KSK'ere med, som bidrog med relativt mange soldater, i forhold til de andre korps og kommandoer. 
- Kommando Spezialkräfte (KSK)

Operatører: 103 mand